# Xylocopa myops
Xylocopa myops är en biart som beskrevs av Conrad Ritsema 1876. Xylocopa myops ingår i släktet snickarbin, och familjen långtungebin. Inga underarter finns listade i Catalogue of Life.